# Castellastua
Castellastua (in passato fu noto anche con la grafia Castel Lastua, in montenegrino: Petrovac na Moru - Петровац на Мору), è un centro abitato del Montenegro, compreso nel comune di Budua. Fino al 1919 il toponimo in lingua serbo-croata fu "Kaštel Lastva", poi modificato in "Petrovac", Petrovazzo, in onore di Re Pietro I di Serbia.
Castellastua è anche un centro turistico della riviera di Budua.

## Sport

### Calcio
La squadra principale della città è l'Omladinski Fudbalski Klub Petrovac.